# Hulst (Tessenderlo)
Hulst is een dorp, een gehucht en een parochie van de gemeente Tessenderlo-Ham in Belgisch-Limburg en telt 4141 inwoners (31 december 2021).
Hulst ligt in het oostelijk gedeelte van de gemeente, en grenst aan de gemeenten Ham, Beringen en Diest. De grenzen van Hulst worden traditioneel gevormd door de Grote Beek in het noorden, het Albertkanaal in het oosten, de Winterbeek in het zuiden en de spoorlijn Diest-Oostham in het westen.
Op zijn grondgebied, tussen het Albertkanaal en de Boudewijnsnelweg, werd einde jaren 1950 begin jaren 1960 het eerste "industriegebied van nationaal belang" in België ingewijd : het industrieterrein Ravenshout.

## Bezienswaardigheden
- De Onze-Lieve-Vrouw-Onbevlekt-Ontvangenkerk is een modern gotische kerk uit 1928, gelegen aan de Hulsterweg.
- Het vernieuwde Eikelplein.
- De Kepkensberg (bos buiten Hulst).

## Nabijgelegen kernen
Tessenderlo, Paal, Tervant, Beverlo